# 1987 WD
1987 WD är en asteroid i huvudbältet som upptäcktes den 17 november 1987 av de båda japanska astronomerna Seiji Ueda och Hiroshi Kaneda i Kushiro.
Asteroiden har en diameter på ungefär 8 kilometer.